# Кулішова Марія Андріївна
Марія Андріївна Кулішова (29 жовтня 1906, Суми — дата смерті невідома) — український радянський мистецтвознавець; член Спілки радянських художників України.

## Біографія
Народилася 29 жовтня 1906 року у місті Сумах (нині Україна). Впродовж 1921—1922 років навчалась в художній студії Никанора Онацького в Сумах.
Жила в Києві, в будинку на Русанівській набережній № 12/1, квартира № 9.

## Праці
Працювала в галузі мистецтвознавства. Брала участь у виданні серії альбомів «Українське народне мистецтво»:
- «Тканини та вишивка» (1960);
- «Вбрання» (1961);
- «Різьблення та художній метал» (1962);
- «Живопис» (1967).

Складала каталоги виставок декоративного мистецтва (1949—1968).